# Équipe de Jordanie masculine de handball
L'équipe de Jordanie de handball masculin représente la Jordanie lors des compétitions internationales de handball masculin. La sélection n'a jamais participé aux tournois olympiques ou à une phase finale des championnats du monde. 
Elle a participé à sept reprises aux championnats d'Asie (7e en 1983 et 2006, 8e en 1993 et 2004, 9e en 1987 et 2012 et 12e en 2010).